# 2013年澳門立法會選舉
2013年澳門立法會選舉即澳門第五屆立法會選舉（葡萄牙語：Eleições para a 5.ª Assembleia Legislativa de Macau），投票日定於2013年9月15日。屆時以直接選舉方式新一屆議會中的14位議員，以社團間選選出12名議員。其餘七名由行政長官在收到選舉總結算十五天內委任。

## 選舉制度

### 選舉法例
立法會據此藉2012年8月29日通過的第12/2012號法律對《澳門特別行政區立法會選舉法》第14條及第21條作出相應的修改。根據新修訂的條文，2013年第五屆立法會直接選舉產生的議員由12名增加至14名；間接選舉產生的議員由10名加至12名；委任議員維持7名。換言之，第五屆澳門特別行政區立法會議員人數共33名。
法人選民的投票人數由原來的11人增加至最多22人；取消了“自動當選”機制。同時，提名門檻由25%降低至20%，即提名委員會只須由該選舉組別被登載於選舉日期公佈日前最後一個已完成展示的選民登記冊的法人總數的20%組成。

### 選民資格

#### 直接選舉
年滿18周歲且為澳門特別行政區永久性居民的自然人，如已作選民登記並被登載於選舉日期公佈日前最後一個已完成展示的選民登記冊，可在立法會選舉中選出14名直選議員。

#### 間接選舉
已在身份證明局登記、獲確認屬於相關界別至少滿四年且取得法律人格至少滿七年的法人，如已作選民登記並被登載於選舉日期公佈日前最後一個已完成展示的選民登記冊，可在立法會選舉中選出12名間選議員。

### 提名
參與直選的各個組別須有最少4名、最多14名候選人，且選民簽名支持最少要300名至最多500名。而參與間接選舉須有該界別最少五分之一社團提名。

### 選舉方式
不論是直選或間選，都採用改良漢狄法（比例代表制一種），即一組別取得票數除一予第一候選人，除二予第二候選人，除四（而不是一般漢狄法的除三）予第三候選人，以幾何級數除之分配予同組各候選人。此法首次應用在1992年選舉中。選舉以澳門特區為單一選區。
在最後一個議席進行配給時，如果遇上商數相同的情況，該議席配給予尚未取得議席的有關名單；如果各張名單均已取得議席，該議席配給予得票較多的有關名單；又如果各有關名單的得票數也相同，則以抽籤方式決定。

### 選舉宣傳
競選活動期由8月31日起至9月13日止，9月14日為冷靜期。

## 立法會選舉管理委員會
為更好地統籌和組織是次選舉，根據《立法會選舉法》規定，設立「立法會選舉管理委員會」，依法履行各種職責及權限。管委會下設秘書處，以協助其運作。
是屆管委會主席為葉迅生；委員分別是譚偉文、朱偉幹、江麗莉、陳致平。其中譚於6月4日因私人理由辭職，由民署副主席羅永德填補空缺。

## 直接選舉組別

### 參選情況
截至6月28日，共有二十二個提名委員會申請確認存在。至7月8日，其中二十個遞交了候選人名單以及參選政綱。另外澳門市民維權總會以及廿一世紀聯會分別因為有效提名不足以及提名資料不實而被取消資格。但二十個組別、共145名候選人競逐，仍然是回歸以來競爭最激烈的一屆。
獲確認提名的二十組按提交提名順序為：民聯協進會、同心協進會、澳門民主自由人權法治促進會、新希望、民主起動、民主新澳門、工人運動陣線、群力促進會、民主昌澳門、基層力量協會、自由新澳門、關愛澳門、超越行動、澳粵同盟、改革創新聯盟、社會民主陣線、澳門發展新連盟、公民監察、親民奮進會。7月24日經抽籤，組別序號及候選人名單如下：
| 組別編號 | 組別名稱                   | 簡稱       | 候選人數 | 候選人名稱 （粗體人名為尋求連任之議員）                                                                          |
| -------- | -------------------------- | ---------- | -------- | --- |
| 1        | 澳門發展新連盟             | 澳發新連盟 | 8        | 梁安琪、黃昇雄、霍志釗、蕭宇康、李彥斌、何澤生、吳雪兒、司徒荻峰                                                 |
| 2        | 自由新澳門                 | 自由       | 5        | 周庭希、鄭明軒、楊晚亭、崔子釗、蕭峻峰                                                                           |
| 3        | 民主起動                   | 民主起動   | 4        | 利建潤、林明、吳嘉樂、鍾麗賢                                                                                     |
| 4        | 澳門公民權益促進會         | 公民權益   | 4        | 洪榮坤、馮錦嫻、任錦燦、李美婷                                                                                   |
| 5        | 民主新澳門                 | 民主新     | 6        | 區錦新、蘇嘉豪、李祥豪、陳樂琪、鄭妙珊、陳偉全                                                                   |
| 6        | 同心協進會                 | 同心       | 10       | 關翠杏、林倫偉、白琪文、沙鶯、梁偉峰、梁普宇、梁孫旭、阮愛武、談寶容、張文寬                                     |
| 7        | 公民監察                   | 公民       | 5        | 林玉鳳、吳文源、利安豪、張志邦、姜偉靖                                                                           |
| 8        | 澳粵同盟                   | 澳粵同盟   | 10       | 麥瑞權、鄭安庭、何舜發、羅彩燕、夏俊英、胡紅梅、張達華、梁振權、葉正倫、劉家裕                                   |
| 9        | 新希望                     | 新希望     | 9        | 高天賜、梁榮仔、譚令儀、楊敏儀、謝誓宏、林綺雯、李家度、廸文道、萬達星                                           |
| 10       | 澳門民主自由人權法治促進會 | 澳門夢     | 6        | 張榮發、程樂蓀、張國成、陳錦花、洪文地、施淑安                                                                   |
| 11       | 親民奮進會                 | 親民       | 5        | 潘志明、何天家、張鍚釗、馮麗明、葉志靈                                                                           |
| 12       | 改革創新聯盟               | 革新盟     | 10       | 陳美儀、胡錦漢、胡景光、李安定、鍾妙儀、張可仁、洪麗姬、余希雯、林佩盈、馮健富                                   |
| 13       | 澳門民聯協進會             | 民聯       | 14       | 陳明金、施家倫、宋碧琪、盧曉翩、呂子安、陳德勝、陳一平、李業勤、歐陽廣球、盧可茵、陳曉雷、姚秋瑜、余桂洪、許龍通 |
| 14       | 群力促進會                 | 群力       | 11       | 何潤生、黃潔貞、張健中、馬建章、歐家輝、蕭琥珀、梁鴻細、阮若華、秦昶、歐陽月勝、鄭煜                             |
| 15       | 工人運動陣線               | 工人運動   | 5        | 梁石、趙文精、黃乃雙、湛翠霞、趙轉娣                                                                             |
| 16       | 基層監督                   | 基層監督   | 9        | 李少坤、陳錦光、杜光明、雷松彬、關志雄、胡沃鈞、李子平、馮洪德、鍾少瑜                                           |
| 17       | 社會民主陣線               | 社民陣     | 8        | 李漫洲、伍錫堯、何興國、吳焯曦、郭卓文、梁彥博、莊錫龍、郭金仁                                                   |
| 18       | 超越行動                   | 超越行動   | 4        | 高岸峰、賴文輝、湯榮耀、張海軍                                                                                   |
| 19       | 民主昌澳門                 | 民主昌     | 6        | 吳國昌、陳偉智、李國強、張偉傑、李國富、江洵美                                                                   |
| 20       | 關愛澳門                   | 關愛澳門   | 8        | 關偉霖、老傑龍、鄭婉芬、宋偉傑、李仲森、區雪燕、馬安娜、黃志光                                                   |

### 投票站
第五屆立法會選舉共設三十一個直選投票站，其中一個設於澳門監獄供選舉日的在囚選民行使投票權。間選投票則在澳門理工學院舉行。
選民收到由立法會選舉管理委員會寄出的《投票通知書》，以作通知其投票地點。即使選民收不到《投票通知書》，亦可透過立法會選舉服務熱線、選舉網站、「城市指南」、選民登記自助服務機或親身查知被分配的投票地點。
各直選投票站運作時間為由2013年9月15日上午9時至晚上9時；各票站位於為以下地點：
1. 澳門福建學校
2. 鏡平學校
3. 澳門工聯職業技術中學
4. 青洲小學
5. 化地瑪聖母女子學校
6. 中葡職業技術學校
7. 政府綜合服務大樓
8. 廣大中學
9. 嘉諾撒聖心英文中學
10. 聖保祿學校
11. 聖公會澳門蔡高中學（分校）
12. 勞工子弟學校（幼稚園）
13. 鮑思高粵華小學
14. 沙梨頭坊眾學校
15. 培正中學
16. 東南學校（中學部）
17. 濠江中學附屬小學
18. 二龍喉中葡小學
19. 魯彌士主教幼稚園
20. 高美士中葡中學
21. 塔石體育館B館（青年試館）
22. 利瑪竇中學
23. 澳門綜藝館
24. 聖中活動教育中心（印務局旁）
25. 澳門葡文學校
26. 慈幼中學
27. 海星中學
28. 澳門運動場（分為A、B兩區）
29. 路環中葡小學

### 選舉結果

#### 基本資料
- 選民總數：276034
- 已投票選民：151,881人
- 有效票：146,467
- 空白票：1,083
- 廢票：4,331[5]

#### 各組得票
| 組別 編號 | 組別名稱                             | 得票數目 | 佔有效票 百分比 |
| --------- | ------------------------------------ | -------- | --------------- |
| 1         | 澳門發展新連盟                       | 13,089   | 8.94%           |
| 2         | 自由新澳門                           | 3,227    | 2.20%           |
| 3         | 民主起動                             | 923      | 0.63%           |
| 4         | 澳門公民權益促進會                   | 848      | 0.58%           |
| 5         | 民主新澳門                           | 8,827    | 6.03%           |
| 6         | 同心協進會                           | 11,960   | 8.17%           |
| 7         | 公民監察                             | 5,225    | 3.57%           |
| 8         | 澳粵同盟                             | 16,251   | 11.10%          |
| 9         | 新希望                               | 13,119   | 8.96%           |
| 10        | 澳門民主自由人權法治促進會（澳門夢） | 1,006    | 0.69%           |
| 11        | 親民奮進會                           | 2,306    | 1.57%           |
| 12        | 改革創新聯盟                         | 8,756 &  | 5.98%           |
| 13        | 澳門民聯協進會                       | 26,390   | 18.02%          |
| 14        | 群力促進會                           | 15,815   | 10.80%          |
| 15        | 工人運動陣線                         | 227      | 0.15%           |
| 16        | 基層監督                             | 368      | 0.25%           |
| 17        | 社會民主陣線                         | 179      | 0.12%           |
| 18        | 超越行動                             | 1,642    | 1.12%           |
| 19        | 民主昌澳門                           | 10,987   | 7.50%           |
| 20        | 關愛澳門                             | 5,323    | 3.63%           |

& 第28-B號投票站關於該組別的統計數據有一票的誤差，但總核算委員會無權限作出更正。

#### 當選名單
十四個直選議席當選人如下，粗體的人名為連任成功議員，斜體則為上屆間選而本屆轉為直選的當選議員：
| 排名 | 當選人 | 所屬組別 編號 | 所屬組別名稱   | 所屬組別 得票 | 候選人 次序 | 當選人得票† |
| ---- | ------ | ------------- | -------------- | ------------- | ----------- | ----------- |
| 1    | 陳明金 | 13            | 澳門民聯協進會 | 26385         | 1           | 26390       |
| 2    | 麥瑞權 | 8             | 澳粵同盟       | 16248         | 1           | 16251       |
| 3    | 何潤生 | 14            | 群力促進會     | 15816         | 1           | 15815       |
| 4    | 施家倫 | 13            | 澳門民聯協進會 | 26385         | 2           | 13195       |
| 5    | 高天賜 | 9             | 新希望         | 13118         | 1           | 13119       |
| 6    | 梁安琪 | 1             | 澳門發展新連盟 | 13086         | 1           | 13,089      |
| 7    | 關翠杏 | 6             | 同心協進會     | 11961         | 1           | 11960       |
| 8    | 吳國昌 | 19            | 民主昌澳門     | 10986         | 1           | 10987       |
| 9    | 區錦新 | 5             | 民主新澳門     | 8826          | 1           | 8,827       |
| 10   | 陳美儀 | 12            | 改革創新聯盟   | 8755          | 1           | 8756&       |
| 11   | 鄭安庭 | 8             | 澳粵同盟       | 16248         | 2           | 8125.5      |
| 12   | 黃潔貞 | 14            | 群力促进会     | 15816         | 2           | 7907.5      |
| 13   | 宋碧琪 | 13            | 澳門民聯協進會 | 26385         | 3           | 6597.5      |
| 14   | 梁榮仔 | 9             | 新希望         | 13118         | 2           | 6559.5      |

† 按「改良」漢狄法，各當選人的得票數目 = 所屬組別得票÷2(候選人次序 -1)

&第28-B號投票站關於該組別的統計數據有一票的誤差，但總核算委員會無權限作出更正。

#### 分析
選舉可謂是第二候選人之戰，各陣營都希望保送第二候選人入局，確保薪火相傳。而選舉結果出人意料：一般認為施家倫可繼承吳在權卸任留下的空缺，但在低投票率之下，福建社團所組成的民聯卻不單成了票王，更把排名第三的宋碧琪帶入局，打破了「改良」漢狄法每組議席不過三的原意。以廣東五邑社團為基礎的澳粵同盟第二候選人鄭安庭也當選。
自由開放陣營方面，新澳門學社不但無法保送新血，更丟失了陳偉智的議席，票數也銳減了四千多張。但屬土生葡人系統的新希望高天賜成功把梁榮仔帶進議會。使自由開放陣營仍然爭得最後一席。
傳統陣營方面，來自婦聯的群力黃潔貞勝出，但代價是同心的澳門勞工子弟學校副校長林倫偉落敗，重奪四席計劃失敗，而且兩組合計得票比上屆下跌達七千多票。
商界陣營方面，澳博系統的新連盟黃昇雄再次以些微票數飲恨，而革新盟陳美儀在得票增加的情況下當選。
由於第13位「民聯協進會」宋碧琪、第14位「新希望」梁榮仔、及落敗的第15位「新連盟」黃昇雄的得票只相差53票（页面存档备份，存于），但廢票則逾4千張，引發「新希望」及「新連盟」兩組候選人均提出上訴。最終梁榮仔以十五票之微保住了議席。

## 間接選舉組別
間選新增的兩個議席分別落入專業界別，以及從社會服務、文化、教育及體育界分拆出來的社會服務及教育界別。今次選舉只有五個間選組別被接納，十二位間選候選人數目與相應界別議席相等。因此，這次被確定的十二位間選候選人篤定當選為第五屆立法會議員：
| 組別             | 組別中文名稱       | 組別中文簡稱     | 組別葡文名稱 | 組別葡文簡稱 | 候選人                         | 當選票數 |
| ---------------- | ------------------ | ---------------- | ------------ | ------------ | ------------------------------ | -------- |
| 工商、金融界     | 澳門僱主利益聯會   | 澳門僱主利益聯會 |              |              | 賀一誠、高開賢、鄭志強、崔世平 | 701      |
| 勞工界           | 僱員團體聯合       | 僱員聯合         |              |              | 林香生、李靜儀                 | 769      |
| 專業界           | 澳門專業利益聯會   | 澳門專業利益聯會 |              |              | 崔世昌、歐安利、陳亦立         | 441      |
| 社會服務及教育界 | 社會服務教育促進會 | 社服教育         |              |              | 陳虹                           | 1327     |
| 文化及體育界     | 優裕文康聯合會     | 優裕聯           |              |              | 張立群、陳澤武                 | 1166     |

但由於選舉法有所修改，有關間選候選名單內的候選人仍需投票，亦分別為五個間選組別設置了投票站。

## 委任議員
徐偉坤、唐曉晴、馬志成、黃顯輝、馮志強、劉永誠、蕭志偉。

## 外部連結
- 澳門基本法
- 澳門特別行政區立法會選舉（页面存档备份，存于）
- 澳門立法會直選點票模擬器
- 2013年澳門立法會選舉中的公民行動（页面存档备份，存于）
- 關於澳門立法會/選舉的歷史文獻（页面存档备份，存于）

| 上一屆： 2009年 | 澳門立法會選舉 2013年 | 下一屆： 2017年 |